# Bjarki Gunnlaugsson
Bjarki Bergmann Gunnlaugsson (ur. 6 marca 1973 w Akranes) – islandzki piłkarz, grający na pozycji pomocnika, były reprezentant Islandii, w której zadebiutował w 1994 roku.